# Aricia montensis
Aricia montensis, popularmente conocida como morena serrana,  es una especie de insecto lepidóptero, en concreto de mariposas pertenecientes a la familia Lycaenidae. 

Fue descubierta por Verity, quien la describió  en el año 1928.
Se trata de una especie presente en el territorio español.